# インビンシブル (2001年の映画)
『インビンシブル』（Invincible）は、2001年のアメリカ合衆国/カナダのファンタジー格闘テレビ映画。ビリー・ゼイン主演、メル・ギブソン、ジェット・リー製作総指揮。

## ストーリー
シャドーマンの1人であるオースは、2000年に渡って人を殺し続け、その快感を楽しんでいた。
そんな彼の前に白い戦士ホワイトが出現し、オースは彼女と一戦を交えるが敗れる。するとホワイトはオースに、彼の仲間だったスレイトが地球を破滅させるため、「生命の書」と呼ばれる石碑を手に入れ、「ヴォルテックス」というパワースポットを開くことを企てていると話し、オースに心を光に開くよう諭す。改心したオースはスレイトの計画を阻止するため、石碑の半分を奪い、共にスレイトに立ち向かう同志として、世界中から生まれながらに「エレメンツ」の素質を持つ選ばれし者を探し集める。そして兵士、警官、護衛、泥棒の4人をエレメンツとして結集させ、兵士はレイ・ジャクソン、警官はセリーナ・ブルー、護衛はマイケル・フー、泥棒はキース・グレディとそれぞれに新しい名前をつける。
そのころスレイトは、教授に半分となった生命の書を解読させようとしていたが、もう半分がないと解読が困難だという。クラブにエレメンツと来ていたオースの元に、スレイトが石碑の半分を奪いにきた。オースたちエレメンツは、スレイトらと格闘の末スレイトを追い払う。その後オースはエレメンツたちに、各々が「四元素」の能力を持っていると話し、セリーナは空気、レイは火、マイケルは水、キースは鉄で、オース自身はそのまとめ役だと伝える。オースはさらに、それらの能力が一体となれば強大な力が生じ、シャドーマンらを倒せると説明する。
そのためエレメンツたちは、地球破滅のタイムリミットまでにシャドーマンを倒すため、オースによる特訓を受けて能力を鍛える。

## キャスト
| 役名                     | 俳優                         | 日本語吹替 |
| ------------------------ | ---------------------------- | ---------- |
| オース                   | ビリー・ゼイン               | 江原正士   |
| マイケル・フー           | バイロン・マン               | 井上和彦   |
| セリーナ・ブルー         | ステイシー・オーヴァーシャー | 田中敦子   |
| レイ・ジャクソン         | トリー・キトルズ             | 楠大典     |
| キース・グレディ         | ドミニク・パーセル           | 松本保典   |
| スレイト                 | デヴィッド・フィールド       | 大塚芳忠   |
| ホワイト                 | ミシェル・コマーフォード     | 唐沢潤     |
| 教授                     | バリー・オットー             | 二又一成   |
| トージョー・サカムラ     | ジョージ・チェン             | 二又一成   |
| ポール・ベック           | マイルズ・ポラード           | 平川大輔   |
| ハワード・ランキャスター | リナル・ハフト               | 北川勝博   |
| 上官                     | クレイグ・マクラクラン       | 藤井啓輔   |
| シャドーマン1            | デヴィッド・ノー             |            |
| シャドーマン2            | ブレン・フォスター           |            |
| シャドーマン3            | カイル・ローリング           |            |
| シャドーマン4            | レイ・アンソニー             |            |

## スタッフ
- 監督：ジェフリー・レヴィ（英語版）
- 脚本：マイケル・ブラント（英語版）、デレク・ハース（英語版）、ジェフリー・レヴィ
- 原案：ケイリー・ヘイズ（英語版）、チャド・ヘイズ（英語版）
- 製作：スティーヴ・チャスマン、ジャニーン・コーリン、ジム・レムリー
- 製作総指揮：ブルース・デイヴィ、メル・ギブソン、ジェット・リー、ジョン・モレイニス
- 撮影監督：ジョン・ストークス,A.C.S.
- アクションシーン撮影監督：マーク・ウェアハム,A.C.S.
- プロダクションデザイナー：ミシェル・マクガヒー
- 編集：キース・サーモン
- 衣裳デザイン：ノリーン・ランドリー、テリー・ライアン
- 音楽：ジョン・マッカーシー、ルパート・パークス（英語版）
- キャスティング：ペニー・エラーズ、フェイス・マーティン
- 格闘技振付：チン・シウトン
- 特殊効果：デイヴ・ロバーツ
- 吹替翻訳：日笠千晶
- 吹替演出：市来満
- 吹替製作：ニュージャパンフィルム